# Bildungszentrum Markdorf
Das Bildungszentrum Markdorf (kurz: BZM) umfasst ein Gymnasium und einen Schulverbund aus Real- und Werkrealschule in Markdorf im Bodenseekreis in Baden-Württemberg. Es entstand als Modellschule in Trägerschaft des Landkreises Anfang der 1970er-Jahre, um im ländlichen Raum ein umfassendes Bildungsangebot zur Verfügung zu stellen.
Die drei Schulen befinden sich in einem Gebäude. Sportplätze und -hallen sowie die öffentliche Bibliothek und der Ganztagesbereich mit Mensa und Spielestation sind allen Schülern gleichermaßen zugänglich.

## Geschichte
Auf Initiative des Elternbeirats der Volksschule Markdorf entstand, nach anfänglicher Ablehnung der Einrichtung eines Progymnasiums durch das Kultusministerium, in den Jahren 1963 bis 1967 die Idee eines ländlichen Bildungszentrums. Im September 1967 entstand das kooperative BZM, das in verschiedenen Gebäuden die Schüler unterrichtete. Nach der Übernahme der Trägerschaft durch den Landkreis Überlingen erhielt das Architekturbüro Bidlingmaier und Egenhofer aus Stuttgart den Auftrag, die Schule zu planen. Am 27. Oktober 1972 wurde das Bildungszentrum offiziell eingeweiht. Ein Ziel des Unterrichts damals war Chancengleichheit auch für sozial benachteiligte Schüler durch moderne Lehrverfahren und individuelles Lernen.
1973 wurde der Ganztagesunterricht für alle Schularten in Betrieb genommen, auch die Mensa wurde eröffnet. Bereits 1976 entstand ein Anbau mit sechs Klassenzimmern, da die Schülerzahlen unter anderem durch Schüler aus Oberteuringen stark gestiegen waren. 1979 folgte der zweite Anbau. Außerdem wurde das Projekt Freizeit-AG eingeführt, das für Schüler aller Schularten zugänglich ist und verschiedene Interessensgebiete anspricht. Weitere Sanierungs- und Ausbaumaßnahmen fanden in den Jahren 1990 und 2000 statt. Zusätzlich entstand ein kreativ-musisches Zentrum sowie die öffentliche Bibliothek. Im Jahr 2008 wurde das BZM ein weiteres Mal erweitert. Dabei wurden einige Böden und die Mensa erneuert. Auch die Bibliothek zog in einen Neubau um.
2016 wurde ein Schulverbund aus Werkrealschule und Realschule innerhalb des Bildungszentrums gegründet.
2018–2020 war der Landesschülerbeirat Johannes Brand Schülersprecher des BZMs.
2020 wurden die Fachräume sowie die Mensa bzw. die Aula renoviert.